# Hogia
Hogia Aktiebolag startades 1980 i Stenungsund av Bert-Inge Hogsved. Efter att under många år ha fokuserat på generella programvaror för ekonomi- och personaladministration satsar Hogia alltmer på branschspecifika programvaror för till exempel revisionsbyråer, fastighetsbolag, byggföretag, detaljhandel, åkerier och kollektivtrafik.
Med programvaror som gemensam nämnare finns idag i Hogia-gruppen ca 30 bolag med 650 medarbetare i Norden och Storbritannien. Verksamheten inom området transportsystem har kunder i fyra världsdelar. Verksamheten är helt familjeägd och självfinansierad. 